# Čárajávrrit (västra)
Čárajávrrit (västra) och Čárajávrrit (östra) är sjöar i Finland. De ligger i kommunen Utsjoki i landskapet Lappland, i den norra delen av landet, 1 100 km norr om huvudstaden Helsingfors. Čárajávrrit ligger 255,1 meter över havet. Omgivningarna runt Čárajávrrit är i huvudsak ett öppet busklandskap. Arean är 1,27 kvadratkilometer och strandlinjen är 7,46 kilometer lång. Sjön  ingår i Neidenälvens huvudavrinningsområde. 